# Залізнична платформа Кубово
Кубово (рос. Кубово) — населений пункт (тип: залізнична платформа) у Мошковському районі Новосибірської області Російської Федерації.
Входить до складу муніципального утворення Балтінська сільрада. Населення становить 35 осіб (2010).

## Історія
Згідно із законом від 2 червня 2004 року органом місцевого самоврядування є Балтінська сільрада.

## Населення
| 2002 | 2007 | 2010 |
| ---- | ---- | ---- |
| 33   | ↗37  | ↘35  |